# George Cathcart
Sir George Cathcart (Renfrewshire, 12 maggio 1794 – Inkerman, 5 novembre 1854) è stato un generale e diplomatico inglese.

## Biografia
George Cathcart nacque nel Renfrewshire, figlio di William Cathcart, I conte Cathcart. Dopo aver frequentato le scuole ad Eton e ad Edimburgo, ricevette il brevetto di ufficiale nelle Life Guards nel 1810. Prestò servizio negli Stati Uniti d'America e nelle Fiandre, distinguendosi, durante le guerre napoleoniche, nel bombardamento di Copenaghen. Rappresentò la Gran Bretagna alla corte di Russia e durante il Congresso di Vienna.
Fu aiutante di campo del Duca di Wellington nel 1815 alle battaglie di Quatre-Bras e Waterloo.
Dal 1852 al 1853, come governatore della Colonia del Capo,  promulgò la prima Costituzione della colonia, terminò l'ottava guerra di frontiera del Capo e sconfisse i Basotho.
Nel 1853 fu nominato Adjutant-General to the Forces.
Fu ucciso durante la battaglia di Inkerman, nella guerra di Crimea, il 5 novembre 1854.
Gli è intitolata la città di Cathcart, nella provincia del Capo Orientale, in Sudafrica.

## Opere
- George Cathcart, Commentaries on the War in Russia and Germany in 1812 and 1818, Londra, 1850.